# Pa Kao Her
Pa Kao Her (RPA: Paj Kaub Hawj, Pahawh: 𖬖𖬰𖬪𖬵 𖬄𖬰 𖬎𖬲𖬟) là một người dân tộc Hmong sinh ra ở huyện Nong Het, tỉnh Xiêng Khoảng, Bắc Lào, gần biên giới với Việt Nam. Ông là một trong những môn đồ đầu tiên của người anh họ của mình, Shong Lue Yang, còn được gọi là "Mẹ của chữ viết", người đã phát triển hệ thống chữ viết Pahawh. Sau đó, ông là một trong những nhà lãnh đạo của phong trào Hmong ChaoFa ở Lào cùng với Zong Zoua Her, sau khi Đảng Cộng sản Nhân dân Cách mạng Lào lên nắm quyền vào năm 1975. Ông là Chủ tịch Tổ chức Giải phóng Dân tộc Lào (ELOL), một tổ chức chống chính phủ CHDCND Lào có trụ sở tại Thái Lan, có mặt ở Lào vào những năm 1980. Sau đó, ông trở thành chủ tịch của Đảng Dân chủ ChaoFa.
Phong trào ChaoFa chia thành một số nhóm trong những năm 1990 và 2000. Pa Kao Her là người đứng đầu phe chính. Moua Nhia Long là thủ lĩnh của một phái khác.
Ông bị ám sát vào năm 2002 tại tỉnh Chiang Rai, Thái Lan.
Hmong ChaoFa, một tổ chức chia nhỏ, đã được kết nạp vào Tổ chức Dân tộc và Quốc gia Không đại diện. Tổ chức đang phát triển cái mà nó gọi là Nhà nước Liên bang Hmong ChaoFa và trang web của Đại hội Nhân dân Hmong Thế giới.